# NGC 3144
NGC 3144 este o galaxie spirală situată în constelația Dragonul. A fost descoperită în 2 aprilie 1801 de către William Herschel. Se află la o distanță de 105,2 megaparseci de Pământ.